# Kościół św. Kazimierza w Łodzi
Kościół św. Kazimierza – kościół parafialny przy ulicy Niciarnianej 7 w Łodzi.
W 1923 roku biskup Wincenty Tymieniecki poświęcił plac pod kościół, przy którym parafia była erygowana 11 kwietnia 1911 roku. Budowę kościoła według projektu architekta Józefa Kabana rozpoczęto 1925 roku, a częściowo zakończono w 1936 roku. Kościół konsekrowany 24 i 25 listopada 1936 roku przez biskupa Włodzimierza Jasińskiego.

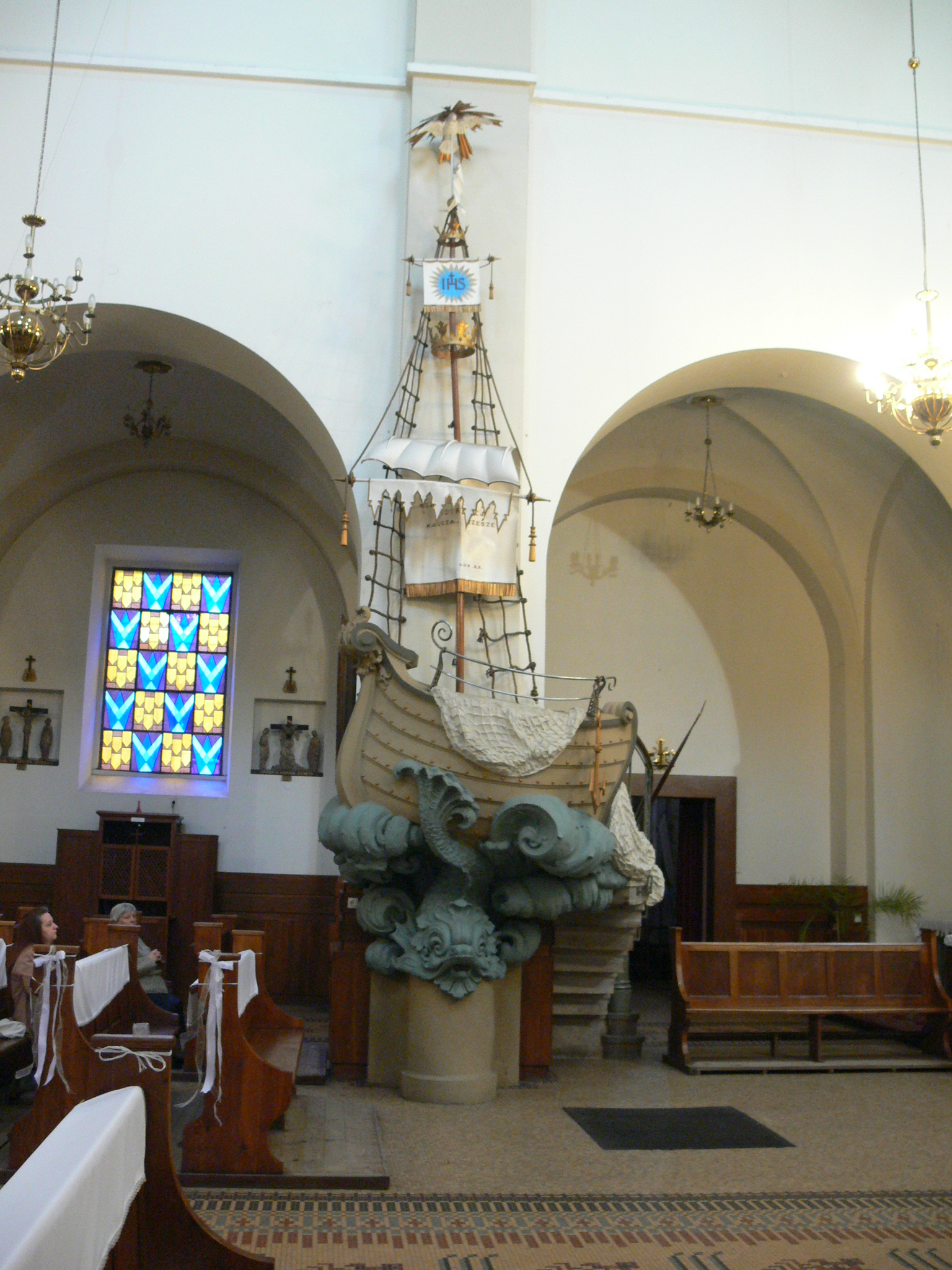
Wnętrze świątyni - ambona

W latach 2001–2005 ze względu na zły stan lica ceglanego elewacji podjęto decyzję o dokończeniu pierwotnego zamysłu projektowego według odnalezionych planów kościoła.
Styl neoempirowy, kościół w kształcie krzyża łacińskiego, trójnawowy, nawy zakończone absydami półkolistymi mieszczącymi ołtarze. Elewacja południowa zakończona dwoma wyniosłymi wieżami. Górne kondygnacje wieżowe stanowią dzwonnice. Elewacje wschodnia i zachodnia są podobne w kompozycji. Elewacja północna dostrojona została do ogólnej całości utrzymanej w charakterze neoempiryzmu. Wnętrze świątyni w nawie głównej pokrywa sklepienie łukowe, nawy boczne – sklepienie krzyżowe.